# Wiktor Mirny
Wiktor Mirny (ur. 6 grudnia 1888 w Łowiczu, zm. 1940 w ZSRR) – rotmistrz Wojska Polskiego, kawaler Orderu Virtuti Militari, ofiara zbrodni katyńskiej.

## Życiorys
Urodził się 6 grudnia 1888 w Łowiczu jako syn Seweryna. Po odzyskaniu przez Polskę niepodległości został przyjęty do Wojska Polskiego. Został przydzielony do 2 pułku Ułanów Wielkopolskich, w którym od 15 września 1919 był dowódcą II szwadronu. Z tym oddziałem walczył w wojnie polsko-bolszewickiej; w randze porucznika jako dowódca II szwadronu. Został ranny. Po wojnie powrócił do macierzystej jednostki, przemianowanej na 16 pułk Ułanów Wielkopolskich, stacjonującej w garnizonie Bydgoszcz.  Został awansowany do stopnia rotmistrza kawalerii ze starszeństwem z dniem 1 czerwca 1919. W latach 20. służył w 16 pułku ułanów (1923, 1924, 1928). Później został przeniesiony w stan spoczynku. W 1934 jako emerytowany rotmistrz był przydzielony do Oficerskiej Kadry Okręgowej nr I jako oficer przewidziany do użycia w czasie wojny i pozostawał wówczas w ewidencji Powiatowej Komendy Uzupełnień Warszawa Miasto III.
Po wybuchu II wojny światowej i agresji ZSRR na Polskę z 17 września 1939 wkrótce został aresztowany przez funkcjonariuszy NKWD. Został przewieziony do więzienia przy ulicy Karolenkiwskiej 17 w Kijowie. Tam prawdopodobnie na wiosnę 1940 został zamordowany przez NKWD. Jego nazwisko znalazło się na tzw. Ukraińskiej Liście Katyńskiej opublikowanej w 1994 (został wymieniony na liście wywózkowej 55/4-81 oznaczony numerem 1946). Ofiary tej części zbrodni katyńskiej zostały pochowane na otwartym w 2012 Polskim Cmentarzu Wojennym w Kijowie-Bykowni.

## Odznaczenia
- Krzyż Srebrny Orderu Virtuti Militari nr 3362 (za czyny pod Szczurowicami[16]; przyznany w 1921[17])
- Krzyż Walecznych czterokrotnie[18]
- Odznaka za Rany i Kontuzje[19]
- Medal Zwycięstwa[19]